# Іскендер Пала
Іскендер Пала (тур. İskender Pala; нар. у 1958 році, Туреччина) — професор турецької диванної (османської) поезії й автор романів-бестселерів. Він також писав колонку в турецькій щоденній газеті «Zaman».

## Молоді роки та освіта
Іскендер Пала народився в місті Ушак 8 червня 1958 року. Навчався у початковій школі Джумхурієт в Ушаці й середній школі Кютаг'я в Кютаг'я. Улітку він працював будівельником, щоб заробити гроші на свою освіту. У 1975 році він був прийнятий на факультет літератури турецької мови та літератури Стамбульського університету, який закінчив у 1979 році.

## Кар'єра
Після закінчення університету Іскендер працював у семінарській бібліотеці кафедри клерком і чекав запровадження посади асистента викладача. Це було якраз перед турецьким державним переворотом 1980 року. Однак його платні клерка і викладацької роботи на півставки в середній школі було недостатньо, щоб прогодувати родину. Він подав у газету оголошення Військово-Морського Флоту про найм викладача літератури (як офіцера). У грудні 1980 року він вступив на іспит і співбесіду. В очікуванні результатів він виграв іспит на посаду асистента викладача в університеті навесні 1981 року. Однак процес найму був перерваний, а результати іспиту анульовані. Поки він чекав нової дати іспиту, його взяли у флот. Він був у скрутному становищі і вирішив не вступати у Військово-Морський Флот. У 1981 році університет не повторив відбірковий іспит, але Іскендер опинився в складному фінансовому становищі. На щастя, в 1981 році Військово-морський флот знову розмістив у газеті оголошення про найм викладача літератури як офіцера. Він спробувавзнову і поступив на флот 27 травня 1982 року в якості прапорщика.
Його першим призначенням було турецьке військово-морське училище в Стамбулі  та Університет Богазічі. . У 1983 році він завершив свою дисертацію з класичної турецької літератури у професійній школі соціальних наук Стамбульського університету. У результаті його академічного просування він був підвищений до молодшого лейтенанта в серпні 1984 року. 
У 1987 році він заснував архів турецького військово-морського музею. Він керував класифікацією та реставрацією багатьох історичних документів, датованих часом Османської імперії. Опублікував Енциклопедичний словник Диванської (Османської) поезії й отримав премію Спілки письменників Туреччини в 1989 році. Іскендер був звільнений з Військово-Морського Флоту. Пізніше він написав книгу «Між двома переворотами» про своє життя на флоті й звільнення. Назва книги переплітається із військовим переворотом 1980 року та військовим меморандумом 1997 року. Він сказав, що причиною його звільнення було те, що він практикував іслам у своєму особистому житті.
У даний час він викладач в Університеті Ушак.

## Родина
Іскендер Пала одружився з Ф. Хюля Пала 23 вересня 1980 року.
У них є дві дочки: Хільє Бану (1982), Еліф Діласа (1986) і син Альперен Ахмет (1992). 
У передмові до кожного роману Іскендер дякує дружині за те, що вона стала його супутницею життя, першою читачкою і першою критикинею. Дружина говорила в інтерв'ю, що вона не така романтична, як її чоловік, і її погляди детерміністичні та жорсткі. Вона також процитувала вірш Аль-Фарабі: «Якщо хлопчик не закохається, дівчинка не гідна любові».

## Роботи
- Efsane (Legend) — A «Barbaros» Novel (2013)
- OD (Flame) — A Yunus Novel (2011)
- Шах ve Sultan (Shah and Sultan) (2010)
- Iki darbe Arasında — Ilginç Zamanlarda (Between Two Coups — Interesting Times) (2010)
- Katre-i Matem (Grief Drop) (2010)
- Encyclopedic Dictionary of Divan (Ottoman) Poetry (1989) [Архівовано 2 липня 2020 у Wayback Machine.]